# طيران الأردن
طيران الأردن هي شركة طيران أردنية أمريكية تأسست سنة 1950 ،استحوذت عليها شركة طيران القدس في عام 1958 وتم تغيير اسمها إلى طيران الأردن في الأراضي المقدسة ، توقفت عن العمل في عام 1961.